# Friederike von Hannover
Friederike Luise Thyra Victoria Margarita Sophia Olga Cecilia Isabella Christa Prinzessin von Hannover, Herzogin zu Braunschweig-Lüneburg (Grieks: Βασίλισσα Φρειδερίκη των Ελλήνων) (Blankenburg, 18 april 1917 — Madrid, 6 februari 1981) was koningin van Griekenland van 1947 tot 1964. Ze kreeg bij haar geboorte de titels Prinses van Hannover en Hertogin van Brunswijk-Lüneburg mee.

## Voor het koningschap
Prinses Friederike von Hannover werd op 18 april 1917 geboren in Blankenburg als dochter van hertog Ernst August van Brunswijk en prinses Victoria Louise van Pruisen. Haar grootvader aan moederskant is de Duitse keizer Wilhelm II. Als de dochter van de prins van Hannover, was Frederika prinses van Hannover, Groot-Brittannië en Ierland en daarnaast ook hertogin van Brunswijk-Lüneburg.
Via haar grootvader van moederskant is Frederika de achterkleindochter van de Duitse keizer Frederik III en de Engelse prinses Victoria van Saksen-Coburg en Gotha, de oudste dochter van de Engelse koningin Victoria. Vanwege deze relatie was Frederika een nabije nicht van koningin Elizabeth. Als een afstammeling van de Engelse koning George III van het Verenigd Koninkrijk werd zij bij haar geboorte de 34e in de lijn van troonopvolging van de Britse troon. Door de Title Deprivation Act verloor Frederika haar Britse titels.

## Huwelijk en kinderen
Toenmalig kroonprins Paul I van Griekenland deed Frederika een huwelijksaanzoek gedurende de Olympische Zomerspelen van 1936 in Berlijn. Prins Paul was een zoon van de Griekse koning Constantijn I van Griekenland en Sophie van Pruisen, zuster van de Duitse keizer Wilhelm II. Paul en Frederika waren allebei afstammeling van koningin Victoria. Paul was een achterkleinzoon van de Britse koningin en Frederika was een achter-achterkleindochter van de koningin. Hun verloving werd officieel aangekondigd op 28 september 1937. Ze trouwden op 9 januari 1938 in Athene. Bij het huwelijk kreeg Frederika de titel erfprinses mee, omdat Paul I de opvolger was van zijn kinderloze broer George II van Griekenland.
Uit het huwelijk werden drie kinderen geboren:
- Sophia (1938, gehuwd met koning Juan Carlos I van Spanje)
- Constantijn (1940-2023, gehuwd met Anne Marie van Denemarken)
- Irene (1942).

## Troonsbestijging en aftreden
Frederika werd koningin van Griekenland toen haar echtgenoot op 1 april 1947 de Griekse troon besteeg als Paul I, nadat zijn broer George II kinderloos gestorven was.
Toen Paul vrij onverwacht koning werd, was zijn land verwikkeld in een burgeroorlog, die veel menselijk leed heeft aangericht. Het koningspaar spande zich hard in om de door de oorlog ontstane menselijke wonden te helen, en daarmee ook de sympathie voor het vorstenhuis te wekken.
Maar het eigenzinnige en heerszuchtige karakter van koningin Frederika maakte haar niet geliefd bij haar onderdanen. Tijdens de Tweede Wereldoorlog werd zij, een kleindochter van Wilhelm II, reeds verdacht van enige nazi-sympathieën. Haar vier broers waren bovendien officier bij de Wehrmacht. Rond 1950 werd het duidelijk dat koning Paul volledig door zijn bemoeizieke vrouw werd gedomineerd. Ze hield zich persoonlijk met staatszaken bezig, en kreeg het herhaaldelijk aan de stok met verschillende eerste ministers. Zelfs de meest overtuigde royalisten bracht zij tot republikeinse ideeën. Toen koning Paul in 1964 overleed en opgevolgd werd door zijn zoon Constantijn, leek haar bemoeizucht zelfs nog toe te nemen, hetgeen haar de haat van linkse en rechtse politici opleverde.
Na de val van Constantijn II (13 december 1967) verliet zij met de koninklijke familie het land. Zij overleed in Madrid op 6 februari 1981. Zij werd begraven op het koninklijke landgoed Tatoi, even buiten Athene.

## Kwartierstaat (voorouders)
| George V van Hannover (1819-1878) | George V van Hannover (1819-1878) | George V van Hannover (1819-1878) | George V van Hannover (1819-1878) | George V van Hannover (1819-1878)     | George V van Hannover (1819-1878)     | Marie van Saksen-Altenburg (1818-1907) | Marie van Saksen-Altenburg (1818-1907) | Marie van Saksen-Altenburg (1818-1907) | Marie van Saksen-Altenburg (1818-1907) | Marie van Saksen-Altenburg (1818-1907) | Marie van Saksen-Altenburg (1818-1907) |                                        |                                        | Christiaan IX van Denemarken (1818-1906) | Christiaan IX van Denemarken (1818-1906) | Christiaan IX van Denemarken (1818-1906) | Christiaan IX van Denemarken (1818-1906) | Christiaan IX van Denemarken (1818-1906) | Christiaan IX van Denemarken (1818-1906) | Louise van Hessen-Kassel (1817-1898) | Louise van Hessen-Kassel (1817-1898) | Louise van Hessen-Kassel (1817-1898) | Louise van Hessen-Kassel (1817-1898) | Louise van Hessen-Kassel (1817-1898) | Louise van Hessen-Kassel (1817-1898) |                                     |                                     | Frederik III van Pruisen (1831-1888) | Frederik III van Pruisen (1831-1888) | Frederik III van Pruisen (1831-1888) | Frederik III van Pruisen (1831-1888) | Frederik III van Pruisen (1831-1888) | Frederik III van Pruisen (1831-1888) | Victoria van Saksen-Coburg en Gotha (1840-1901)                | Victoria van Saksen-Coburg en Gotha (1840-1901)                | Victoria van Saksen-Coburg en Gotha (1840-1901)                | Victoria van Saksen-Coburg en Gotha (1840-1901)                | Victoria van Saksen-Coburg en Gotha (1840-1901)                | Victoria van Saksen-Coburg en Gotha (1840-1901)                |                                         |                                         | Frederik van Sleeswijk-Holstein-Sonderburg-Augustenburg (1828-1880) | Frederik van Sleeswijk-Holstein-Sonderburg-Augustenburg (1828-1880) | Frederik van Sleeswijk-Holstein-Sonderburg-Augustenburg (1828-1880)                              | Frederik van Sleeswijk-Holstein-Sonderburg-Augustenburg (1828-1880)                              | Frederik van Sleeswijk-Holstein-Sonderburg-Augustenburg (1828-1880)                              | Frederik van Sleeswijk-Holstein-Sonderburg-Augustenburg (1828-1880)                              | Adelheid van Hohenlohe-Langenburg (1835-1900)                                                    | Adelheid van Hohenlohe-Langenburg (1835-1900)                                                    | Adelheid van Hohenlohe-Langenburg (1835-1900) | Adelheid van Hohenlohe-Langenburg (1835-1900) | Adelheid van Hohenlohe-Langenburg (1835-1900) | Adelheid van Hohenlohe-Langenburg (1835-1900) |  |  |  |  |  |  |  |  |  |  |  |  |  |  |  |  |  |  |  |  |  |  |  |  |  |  |  |  |  |  |  |  |  |  |  |  |  |  |  |  |  |  |  |  |  |  |  |  |
| George V van Hannover (1819-1878) | George V van Hannover (1819-1878) | George V van Hannover (1819-1878) | George V van Hannover (1819-1878) | George V van Hannover (1819-1878)     | George V van Hannover (1819-1878)     | Marie van Saksen-Altenburg (1818-1907) | Marie van Saksen-Altenburg (1818-1907) | Marie van Saksen-Altenburg (1818-1907) | Marie van Saksen-Altenburg (1818-1907) | Marie van Saksen-Altenburg (1818-1907) | Marie van Saksen-Altenburg (1818-1907) |                                        |                                        | Christiaan IX van Denemarken (1818-1906) | Christiaan IX van Denemarken (1818-1906) | Christiaan IX van Denemarken (1818-1906) | Christiaan IX van Denemarken (1818-1906) | Christiaan IX van Denemarken (1818-1906) | Christiaan IX van Denemarken (1818-1906) | Louise van Hessen-Kassel (1817-1898) | Louise van Hessen-Kassel (1817-1898) | Louise van Hessen-Kassel (1817-1898) | Louise van Hessen-Kassel (1817-1898) | Louise van Hessen-Kassel (1817-1898) | Louise van Hessen-Kassel (1817-1898) |                                     |                                     | Frederik III van Pruisen (1831-1888) | Frederik III van Pruisen (1831-1888) | Frederik III van Pruisen (1831-1888) | Frederik III van Pruisen (1831-1888) | Frederik III van Pruisen (1831-1888) | Frederik III van Pruisen (1831-1888) | Victoria van Saksen-Coburg en Gotha (1840-1901)                | Victoria van Saksen-Coburg en Gotha (1840-1901)                | Victoria van Saksen-Coburg en Gotha (1840-1901)                | Victoria van Saksen-Coburg en Gotha (1840-1901)                | Victoria van Saksen-Coburg en Gotha (1840-1901)                | Victoria van Saksen-Coburg en Gotha (1840-1901)                |                                         |                                         | Frederik van Sleeswijk-Holstein-Sonderburg-Augustenburg (1828-1880) | Frederik van Sleeswijk-Holstein-Sonderburg-Augustenburg (1828-1880) | Frederik van Sleeswijk-Holstein-Sonderburg-Augustenburg (1828-1880)                              | Frederik van Sleeswijk-Holstein-Sonderburg-Augustenburg (1828-1880)                              | Frederik van Sleeswijk-Holstein-Sonderburg-Augustenburg (1828-1880)                              | Frederik van Sleeswijk-Holstein-Sonderburg-Augustenburg (1828-1880)                              | Adelheid van Hohenlohe-Langenburg (1835-1900)                                                    | Adelheid van Hohenlohe-Langenburg (1835-1900)                                                    | Adelheid van Hohenlohe-Langenburg (1835-1900) | Adelheid van Hohenlohe-Langenburg (1835-1900) | Adelheid van Hohenlohe-Langenburg (1835-1900) | Adelheid van Hohenlohe-Langenburg (1835-1900) |  |  |  |  |  |  |  |  |  |  |  |  |  |  |  |  |  |  |  |  |  |  |  |  |  |  |  |  |  |  |  |  |  |  |  |  |  |  |  |  |  |  |  |  |  |  |  |  |
|                                   |                                   |                                   |                                   |                                       |                                       |                                        |                                        |                                        |                                        |                                        |                                        |                                        |                                        |                                          |                                          |                                          |                                          |                                          |                                          |                                      |                                      |                                      |                                      |                                      |                                      |                                     |                                     |                                      |                                      |                                      |                                      |                                      |                                      |                                                                |                                                                |                                                                |                                                                |                                                                |                                                                |                                         |                                         |                                                                     |                                                                     |                                                                                                  |                                                                                                  |                                                                                                  |                                                                                                  |                                                                                                  |                                                                                                  |                                               |                                               |                                               |                                               |  |  |  |  |  |  |  |  |  |  |  |  |  |  |  |  |  |  |  |  |  |  |  |  |  |  |  |  |  |  |  |  |  |  |  |  |  |  |  |  |  |  |  |  |  |  |  |  |
|                                   |                                   |                                   |                                   | Ernst August van Hannover (1845-1923) | Ernst August van Hannover (1845-1923) | Ernst August van Hannover (1845-1923)  | Ernst August van Hannover (1845-1923)  | Ernst August van Hannover (1845-1923)  | Ernst August van Hannover (1845-1923)  |                                        |                                        |                                        |                                        |                                          |                                          | Thyra van Denemarken (1853-1933)         | Thyra van Denemarken (1853-1933)         | Thyra van Denemarken (1853-1933)         | Thyra van Denemarken (1853-1933)         | Thyra van Denemarken (1853-1933)     | Thyra van Denemarken (1853-1933)     |                                      |                                      |                                      |                                      |                                     |                                     |                                      |                                      |                                      |                                      | Wilhelm II van Duitsland (1859-1941) | Wilhelm II van Duitsland (1859-1941) | Wilhelm II van Duitsland (1859-1941)                           | Wilhelm II van Duitsland (1859-1941)                           | Wilhelm II van Duitsland (1859-1941)                           | Wilhelm II van Duitsland (1859-1941)                           |                                                                |                                                                |                                         |                                         |                                                                     |                                                                     | Augusta Victoria van Sleeswijk-Holstein-Sonderburg-Augustenburg (1858-1921)                      | Augusta Victoria van Sleeswijk-Holstein-Sonderburg-Augustenburg (1858-1921)                      | Augusta Victoria van Sleeswijk-Holstein-Sonderburg-Augustenburg (1858-1921)                      | Augusta Victoria van Sleeswijk-Holstein-Sonderburg-Augustenburg (1858-1921)                      | Augusta Victoria van Sleeswijk-Holstein-Sonderburg-Augustenburg (1858-1921)                      | Augusta Victoria van Sleeswijk-Holstein-Sonderburg-Augustenburg (1858-1921)                      |                                               |                                               |                                               |                                               |  |  |  |  |  |  |  |  |  |  |  |  |  |  |  |  |  |  |  |  |  |  |  |  |  |  |  |  |  |  |  |  |  |  |  |  |  |  |  |  |  |  |  |  |  |  |  |  |
|                                   |                                   |                                   |                                   | Ernst August van Hannover (1845-1923) | Ernst August van Hannover (1845-1923) | Ernst August van Hannover (1845-1923)  | Ernst August van Hannover (1845-1923)  | Ernst August van Hannover (1845-1923)  | Ernst August van Hannover (1845-1923)  |                                        |                                        |                                        |                                        |                                          |                                          | Thyra van Denemarken (1853-1933)         | Thyra van Denemarken (1853-1933)         | Thyra van Denemarken (1853-1933)         | Thyra van Denemarken (1853-1933)         | Thyra van Denemarken (1853-1933)     | Thyra van Denemarken (1853-1933)     |                                      |                                      |                                      |                                      |                                     |                                     |                                      |                                      |                                      |                                      | Wilhelm II van Duitsland (1859-1941) | Wilhelm II van Duitsland (1859-1941) | Wilhelm II van Duitsland (1859-1941)                           | Wilhelm II van Duitsland (1859-1941)                           | Wilhelm II van Duitsland (1859-1941)                           | Wilhelm II van Duitsland (1859-1941)                           |                                                                |                                                                |                                         |                                         |                                                                     |                                                                     | Augusta Victoria van Sleeswijk-Holstein-Sonderburg-Augustenburg (1858-1921)                      | Augusta Victoria van Sleeswijk-Holstein-Sonderburg-Augustenburg (1858-1921)                      | Augusta Victoria van Sleeswijk-Holstein-Sonderburg-Augustenburg (1858-1921)                      | Augusta Victoria van Sleeswijk-Holstein-Sonderburg-Augustenburg (1858-1921)                      | Augusta Victoria van Sleeswijk-Holstein-Sonderburg-Augustenburg (1858-1921)                      | Augusta Victoria van Sleeswijk-Holstein-Sonderburg-Augustenburg (1858-1921)                      |                                               |                                               |                                               |                                               |  |  |  |  |  |  |  |  |  |  |  |  |  |  |  |  |  |  |  |  |  |  |  |  |  |  |  |  |  |  |  |  |  |  |  |  |  |  |  |  |  |  |  |  |  |  |  |  |
|                                   |                                   |                                   |                                   |                                       |                                       |                                        |                                        |                                        |                                        | Ernst August van Brunswijk (1887-1953) | Ernst August van Brunswijk (1887-1953) | Ernst August van Brunswijk (1887-1953) | Ernst August van Brunswijk (1887-1953) | Ernst August van Brunswijk (1887-1953)   | Ernst August van Brunswijk (1887-1953)   |                                          |                                          |                                          |                                          |                                      |                                      |                                      |                                      |                                      |                                      |                                     |                                     |                                      |                                      |                                      |                                      |                                      |                                      |                                                                |                                                                |                                                                |                                                                | Victoria Louise van Pruisen (1892-1980)                        | Victoria Louise van Pruisen (1892-1980)                        | Victoria Louise van Pruisen (1892-1980) | Victoria Louise van Pruisen (1892-1980) | Victoria Louise van Pruisen (1892-1980)                             | Victoria Louise van Pruisen (1892-1980)                             |                                                                                                  |                                                                                                  |                                                                                                  |                                                                                                  |                                                                                                  |                                                                                                  |                                               |                                               |                                               |                                               |  |  |  |  |  |  |  |  |  |  |  |  |  |  |  |  |  |  |  |  |  |  |  |  |  |  |  |  |  |  |  |  |  |  |  |  |  |  |  |  |  |  |  |  |  |  |  |  |
|                                   |                                   |                                   |                                   |                                       |                                       |                                        |                                        |                                        |                                        | Ernst August van Brunswijk (1887-1953) | Ernst August van Brunswijk (1887-1953) | Ernst August van Brunswijk (1887-1953) | Ernst August van Brunswijk (1887-1953) | Ernst August van Brunswijk (1887-1953)   | Ernst August van Brunswijk (1887-1953)   |                                          |                                          |                                          |                                          |                                      |                                      |                                      |                                      |                                      |                                      |                                     |                                     |                                      |                                      |                                      |                                      |                                      |                                      |                                                                |                                                                |                                                                |                                                                | Victoria Louise van Pruisen (1892-1980)                        | Victoria Louise van Pruisen (1892-1980)                        | Victoria Louise van Pruisen (1892-1980) | Victoria Louise van Pruisen (1892-1980) | Victoria Louise van Pruisen (1892-1980)                             | Victoria Louise van Pruisen (1892-1980)                             |                                                                                                  |                                                                                                  |                                                                                                  |                                                                                                  |                                                                                                  |                                                                                                  |                                               |                                               |                                               |                                               |  |  |  |  |  |  |  |  |  |  |  |  |  |  |  |  |  |  |  |  |  |  |  |  |  |  |  |  |  |  |  |  |  |  |  |  |  |  |  |  |  |  |  |  |  |  |  |  |
|                                   |                                   |                                   |                                   |                                       |                                       |                                        |                                        |                                        |                                        |                                        |                                        |                                        |                                        |                                          |                                          |                                          |                                          |                                          |                                          |                                      |                                      |                                      |                                      |                                      |                                      |                                     |                                     |                                      |                                      |                                      |                                      |                                      |                                      |                                                                |                                                                |                                                                |                                                                |                                                                |                                                                |                                         |                                         |                                                                     |                                                                     |                                                                                                  |                                                                                                  |                                                                                                  |                                                                                                  |                                                                                                  |                                                                                                  |                                               |                                               |                                               |                                               |  |  |  |  |  |  |  |  |  |  |  |  |  |  |  |  |  |  |  |  |  |  |  |  |  |  |  |  |  |  |  |  |  |  |  |  |  |  |  |  |  |  |  |  |  |  |  |  |
|                                   |                                   |                                   |                                   |                                       |                                       |                                        |                                        |                                        |                                        |                                        |                                        |                                        |                                        |                                          |                                          |                                          |                                          |                                          |                                          |                                      |                                      |                                      |                                      |                                      |                                      |                                     |                                     |                                      |                                      |                                      |                                      |                                      |                                      |                                                                |                                                                |                                                                |                                                                |                                                                |                                                                |                                         |                                         |                                                                     |                                                                     |                                                                                                  |                                                                                                  |                                                                                                  |                                                                                                  |                                                                                                  |                                                                                                  |                                               |                                               |                                               |                                               |  |  |  |  |  |  |  |  |  |  |  |  |  |  |  |  |  |  |  |  |  |  |  |  |  |  |  |  |  |  |  |  |  |  |  |  |  |  |  |  |  |  |  |  |  |  |  |  |
|                                   |                                   |                                   |                                   | Ernst August van Hannover (1914-1987) | Ernst August van Hannover (1914-1987) | Ernst August van Hannover (1914-1987)  | Ernst August van Hannover (1914-1987)  | Ernst August van Hannover (1914-1987)  | Ernst August van Hannover (1914-1987)  |                                        |                                        |                                        |                                        | Georg Wilhelm von Hannover (1915-2006)   | Georg Wilhelm von Hannover (1915-2006)   | Georg Wilhelm von Hannover (1915-2006)   | Georg Wilhelm von Hannover (1915-2006)   | Georg Wilhelm von Hannover (1915-2006)   | Georg Wilhelm von Hannover (1915-2006)   |                                      |                                      |                                      |                                      | Friederike von Hannover (1917-1981)  | Friederike von Hannover (1917-1981)  | Friederike von Hannover (1917-1981) | Friederike von Hannover (1917-1981) | Friederike von Hannover (1917-1981)  | Friederike von Hannover (1917-1981)  |                                      |                                      |                                      |                                      | Christiaan Oscar Ernst August Willem Victor George (1919-1981) | Christiaan Oscar Ernst August Willem Victor George (1919-1981) | Christiaan Oscar Ernst August Willem Victor George (1919-1981) | Christiaan Oscar Ernst August Willem Victor George (1919-1981) | Christiaan Oscar Ernst August Willem Victor George (1919-1981) | Christiaan Oscar Ernst August Willem Victor George (1919-1981) |                                         |                                         |                                                                     |                                                                     | Welf Hendrik Ernst August George Christiaan Berthold Frederik Willem Louis Ferdinand (1923-1998) | Welf Hendrik Ernst August George Christiaan Berthold Frederik Willem Louis Ferdinand (1923-1998) | Welf Hendrik Ernst August George Christiaan Berthold Frederik Willem Louis Ferdinand (1923-1998) | Welf Hendrik Ernst August George Christiaan Berthold Frederik Willem Louis Ferdinand (1923-1998) | Welf Hendrik Ernst August George Christiaan Berthold Frederik Willem Louis Ferdinand (1923-1998) | Welf Hendrik Ernst August George Christiaan Berthold Frederik Willem Louis Ferdinand (1923-1998) |                                               |                                               |                                               |                                               |  |  |  |  |  |  |  |  |  |  |  |  |  |  |  |  |  |  |  |  |  |  |  |  |  |  |  |  |  |  |  |  |  |  |  |  |  |  |  |  |  |  |  |  |  |  |  |  |

- Gemeinsame Normdatei: 118693417
- International Standard Name Identifier: 0000 0000 2015 0680
- Library of Congress Control Number: n88003887
- National Archives and Records Administration: 10572054
- Nationale Bibliotheek van Israël: 987007276470505171
- Nederlandse Thesaurus van Auteursnamen: 074505254
- Istituto Centrale per il Catalogo Unico: RMLV225048
- SNAC: w6kd48bj
- Virtual International Authority File: 3264993
- WorldCat: E39PCjrdfwKXmT69FCd4DWBfhd